# La Roche-Vineuse
La Roche-Vineuse – miejscowość i gmina we Francji, w regionie Burgundia-Franche-Comté, w departamencie Saona i Loara.
Według danych na rok 1990 gminę zamieszkiwało 1380 osób, a gęstość zaludnienia wynosiła 115 osób/km² (wśród 2044 gmin Burgundii La Roche-Vineuse plasuje się na 163. miejscu pod względem liczby ludności, natomiast pod względem powierzchni na miejscu 800.).